# Aniśki (Rosja)
Aniśki (ros. Аниськи) – wieś (ros. деревня, trb. dieriewnia) w zachodniej Rosji, w obwodzie smoleńskim, rejonie rudniańskim, w osiedlu wiejskim Ponizowskoje.

## Geografia
Miejscowość położona jest nad Czeriebiesną, 17,5 km od granicy z Białorusią, 4 km od drogi regionalnej 66N-1610 (66K-30 – Szmyri), 11,5 km od drogi regionalnej 66K-30 (Diemidow – Ponizowje – Zaozierje), 3,5 km od drogi regionalnej 66K-28 (Diemidow – Rudnia), 20 km od centrum administracyjnego osiedla wiejskiego (sieło Ponizowje), 26,5 km od centrum administracyjnego rejonu (Rudnia), 63 km od Smoleńska.
W granicach miejscowości znajduje się ulica Brusnicznaja (3 posesje).

## Historia
W czasie II wojny światowej od lipca 1941 roku dieriewnia była okupowana przez hitlerowców. Wyzwolenie nastąpiło w październiku 1943 roku.
Uchwałą z dnia 20 grudnia 2018 roku w skład jednostki administracyjnej Ponizowskoje weszły wszystkie miejscowości zlikwidowanego osiedla wiejskiego Klarinowskoje (w tym Aniśki).

## Demografia
W 2010 r. miejscowość zamieszkiwało 5 osób.